# Canton Bulldogs

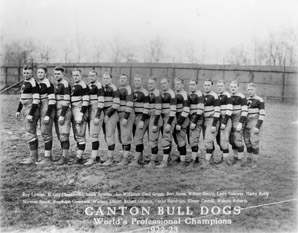
Foto de los Canton Bulldogs en 1922.

Los Canton Bulldogs fueron un equipo profesional de fútbol americano con base en Canton, Ohio, en la National Football League de 1920 a 1923 y de 1925 a 1926. Los Bulldogs ganaron los campeonatos de la NFL de 1922 y 1923. En 1924, Sam Deutsch, el dueño del equipo en Cleveland llamados los Indians, compró a los Canton Bulldogs y se llevó el nombre y a los jugadores a su franquicia de Cleveland, los Cleveland Bulldogs. Ofreció revender la franquicia a Canton para jugar en la temporada de 1924, pero no hubo compradores. El equipo de Canton fue restablecido en 1925, y la NFL considera a los Canton Bulldogs de 1925–1926, como el mismo equipo de 1920–1923.
Jim Thorpe fue el mejor jugador de Canton. De 1921 a 1923, los Bulldogs jugaron 25 juegos consecutivos sin perder (incluyendo 3 empates), lo que hasta la temporada de 2010 continúa siendo un récord de la NFL. Como resultado del temprano éxito de los Bulldogs junto al hecho de que la liga fue fundada en la ciudad, el Salón de la Fama del Fútbol Americano Profesional está ubicado en Canton. 

## Miembros del Salón de la Fama
- Guy Chamberlin
- Joe Guyon
- Wilbur "Pete" Henry
- William "Link" Lyman
- Jim Thorpe

## Temporada por temporada
| Año     | Liga       | V          | D          | E          | Posición Final | Entrenador             | Resultado |
| ------- | ---------- | ---------- | ---------- | ---------- | -------------- | ---------------------- | --------- |
| 1905    | Ohio       |            |            |            |                |                        |           |
| 1906    | Ohio       |            |            |            |                |                        |           |
| 1907    | Ohio       |            |            |            |                |                        |           |
| 1908    | Ohio       |            |            |            |                |                        |           |
| 1909    | Ohio       |            |            |            |                |                        |           |
| 1910    | Ohio       |            |            |            |                |                        |           |
| 1911    | Ohio       |            |            |            |                |                        |           |
| 1912    | Ohio       |            |            |            |                |                        |           |
| 1913    | Ohio       |            |            |            |                |                        |           |
| 1914    | Ohio       |            |            |            |                |                        |           |
| 1915    | Ohio       |            |            |            |                |                        |           |
| 1916    | Ohio       | 9          | 0          | 1          | 1º             |                        | Campeones |
| 1917    | Ohio       |            |            |            | 1º             |                        | Campeones |
| 1918    | Ohio       |            |            |            |                |                        |           |
| 1919    | Ohio       |            |            |            | 1º             |                        | Campeones |
| 1920    | NFL        | 7          | 4          | 2          | 8º             | Jim Thorpe             |           |
| 1921    | NFL        | 5          | 2          | 3          | 4º             | Cap Edwards            |           |
| 1922    | NFL        | 10         | 0          | 2          | 1º             | Guy Chamberlin         | Campeones |
| 1923    | NFL        | 11         | 0          | 1          | 1º             | Guy Chamberlin         | Campeones |
| 1924    | no jugaron | no jugaron | no jugaron | no jugaron | no jugaron     |                        |           |
| 1925    | NFL        | 4          | 4          | 0          | 11º            | Harry Robb             |           |
| 1926    | NFL        | 1          | 9          | 3          | 20º            | Harry Robb, Pete Henry |           |
| Totales | 38         | 19         | 11         |            |                |                        |           |

- Esta obra contiene una traducción  derivada de «Canton Bulldogs» de Wikipedia en inglés, publicada por sus editores bajo la Licencia de documentación libre de GNU y la Licencia Creative Commons Atribución-CompartirIgual 4.0 Internacional.

- Datos: Q975275
- Multimedia: Canton Bulldogs / Q975275